# ترس باراس دو پارانا
ترس باراس دو پارانا (به پرتغالی: Três Barras do Paraná) یک شهرستان برزیل در برزیل است که در پارانا واقع شده‌است.